# Aleksiej Titarienko
Aleksiej Antonowicz Titarienko (ros. Алексе́й Анто́нович Титаре́нко, ukr. Олексій Антонович Титаренко, ur. 17 marca?/30 marca 1915 w Mariupolu, zm. 14 lipca 1992 w Kijowie) – radziecki polityk, II sekretarz KC KPU (1982–1988), Bohater Pracy Socjalistycznej (1985).

## Życiorys
W 1937 ukończył Mariupolski Instytut Metalurgiczny, w latach 1937–1939 służył w Armii Czerwonej, 1939–1941 majster, technolog, zastępca szefa warsztatu Mariupolskiego Zakładu Metalurgicznego. Od 1940 w WKP(b), w latach 1941–1946 szef warsztatu fabryki metalurgicznej w Niżnym Tagile, 1946–1948 szef warsztatu i zastępca szefa wydziału Mariupolskiego Zakładu Metalurgicznego, 1948–1951 I sekretarz rejonowego komitetu KP(b)U w obwodzie stalińskim (obecnie obwód doniecki). Od 1951 kierownik wydziału Komitetu Obwodowego KP(b)U w Stalino (Doniecku), w latach 1951–1952 sekretarz Stalińskiego Komitetu Obwodowego KP(b)U, od 1952 do marca 1960 I sekretarz Komitetu Miejskiego KP(b)U w Stalino. Od 27 września 1952 do 8 stycznia 1965 zastępca członka KC KP(b)U/KPU, od 8 stycznia 1965 do 19 czerwca 1990 członek KC KPU, od 1 marca 1960 do sierpnia 1962 II sekretarz Stalińskiego/Donieckiego Komitetu Obwodowego KP(b)U. Od 16 sierpnia 1962 do 24 marca 1966 I sekretarz Zaporoskiego Komitetu Obwodowego (od stycznia 1963 do grudnia 1964: Zaporoskiego Przemysłowego Komitetu Obwodowego) KPU, od 18 marca 1966 do 22 października 1982 sekretarz KC KPU, od 18 marca 1966 do 12 grudnia 1988 członek Biura Politycznego KC KPU. Od 8 kwietnia 1966 do 30 marca 1971 zastępca członka, a od 9 kwietnia 1971 do 25 kwietnia 1989 członek KC KPZR. Od 22 października 1982 do 12 grudnia 1988 II sekretarz KC KPU, następnie na emeryturze. W latach 1966–1989 deputowany do Rady Najwyższej ZSRR od 7 do 11 kadencji. Pochowany na Cmentarzu Bajkowym w Kijowie.

## Odznaczenia
- Medal Sierp i Młot Bohatera Pracy Socjalistycznej (29 marca 1985)
- Order Lenina (trzykrotnie)
- Order Rewolucji Październikowej
- Order Czerwonego Sztandaru Pracy
- Order Wojny Ojczyźnianej I klasy
- Order Przyjaźni Narodów
- Order Czerwonej Gwiazdy
- Order „Znak Honoru”

I medale.